# Ljaki
Il Ljaki (in russo Ляки?) è un fiume dell'Estremo oriente russo che scorre nel Territorio di Chabarovsk).
Il fiume è un affluente di destra della Maja e sub-affluente dell'Aldan (bacino della Lena). Nasce nella sezione sud-occidentale dell'Altopiano della Judoma e della Maja; scorre dapprima in direzione meridionale, poi gira a nord-ovest. Sfocia nella Maja a 407 km dalla foce. La lunghezza del fiume è di 152 km, l'area del bacino è di 2 540 km².